# Teatro Minskoff
El Teatro Minskoff  es un teatro de Broadway ubicado en la 1515 Broadway en el centro de Manhattan, Nueva York (Estados Unidos). 
Diseñado por los arquitectos Jacobs y Kahn. Se inauguró el 13 de marzo de 1973. A lo largo de los años ha servido de anfitrión de diversos musicales, danzas y conciertos. El Teatro Minskoff fue sede del Miss Universo 1981 donde ganó la venezolana Irene Sáez.

## Enlacves externos
- Sitio web oficial

- Datos: Q3062716
- Multimedia: Minskoff Theatre / Q3062716